# Новогромово (Иркутская область)
Новогро́мово — село в Черемховском районе Иркутской области России. Административный центр Новогромовского муниципального образования.

## География
Село находится на расстоянии примерно 8 км к северо-западу от города Черемхово, административного центра района.

## Население
| 2002 | 2010 | 2011 | 2012 |
| ---- | ---- | ---- | ---- |
| 678  | ↘661 | ↘659 | ↘643 |

## Улицы
| - ул. Лесная, - ул. Луговая, - ул. Механизаторов, - ул. Мира, - ул. Победы, | - ул. Советская, - ул. Солнечная, - ул. Фермерская, - ул. Школьная, - ул. Энергетиков. |